# Notosphaeridion brevithorax
Notosphaeridion brevithorax är en skalbaggsart som först beskrevs av Martins 1960.  Notosphaeridion brevithorax ingår i släktet Notosphaeridion och familjen långhorningar. Inga underarter finns listade i Catalogue of Life.